# Chiesa di San Nicolò dell'Isola
La chiesa di San Nicolò dell'Isola è un luogo di culto cattolico situato nel comune di Sestri Levante, in via Penisola, nella città metropolitana di Genova.
Fu sede parrocchiale fino ai primi anni del XVII secolo quando fu edificata l'odierna basilica di Santa Maria di Nazareth che ne ereditò il titolo.

## Storia

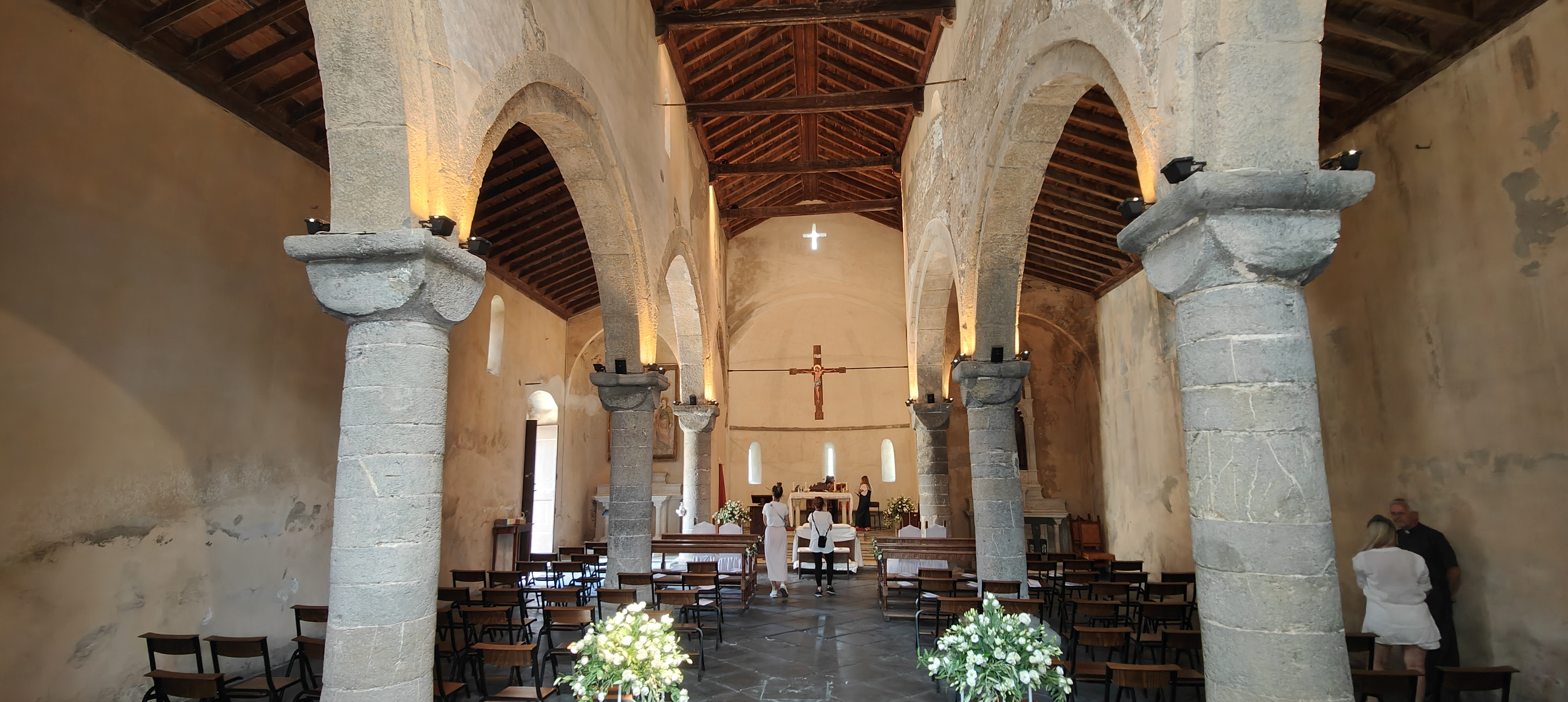
L'interno della chiesa

Sede di una delle prime comunità parrocchiali di Sestri Levante fu edificata, secondo alcune fonti storiche, intorno al 1151 nei pressi del promontorio sestrese - detto "Isola". Divenuta sede succursale della diocesi di Brugnato nel 1519, la sua parrocchia fu soppressa nei primi anni del XVII secolo in concomitanza alla costruzione della nuova basilica di Santa Maria di Nazareth.
La nuova chiesa si rese necessaria anche a causa del definitivo consolidamento dell'istmo con il promontorio e che conseguentemente portò ad una nuova estensione urbanistica del borgo stesso di Sestri Levante; la preesistente chiesa di San Nicolò non fu quindi più idonea per le esigenze spirituali della popolazione.

## Descrizione

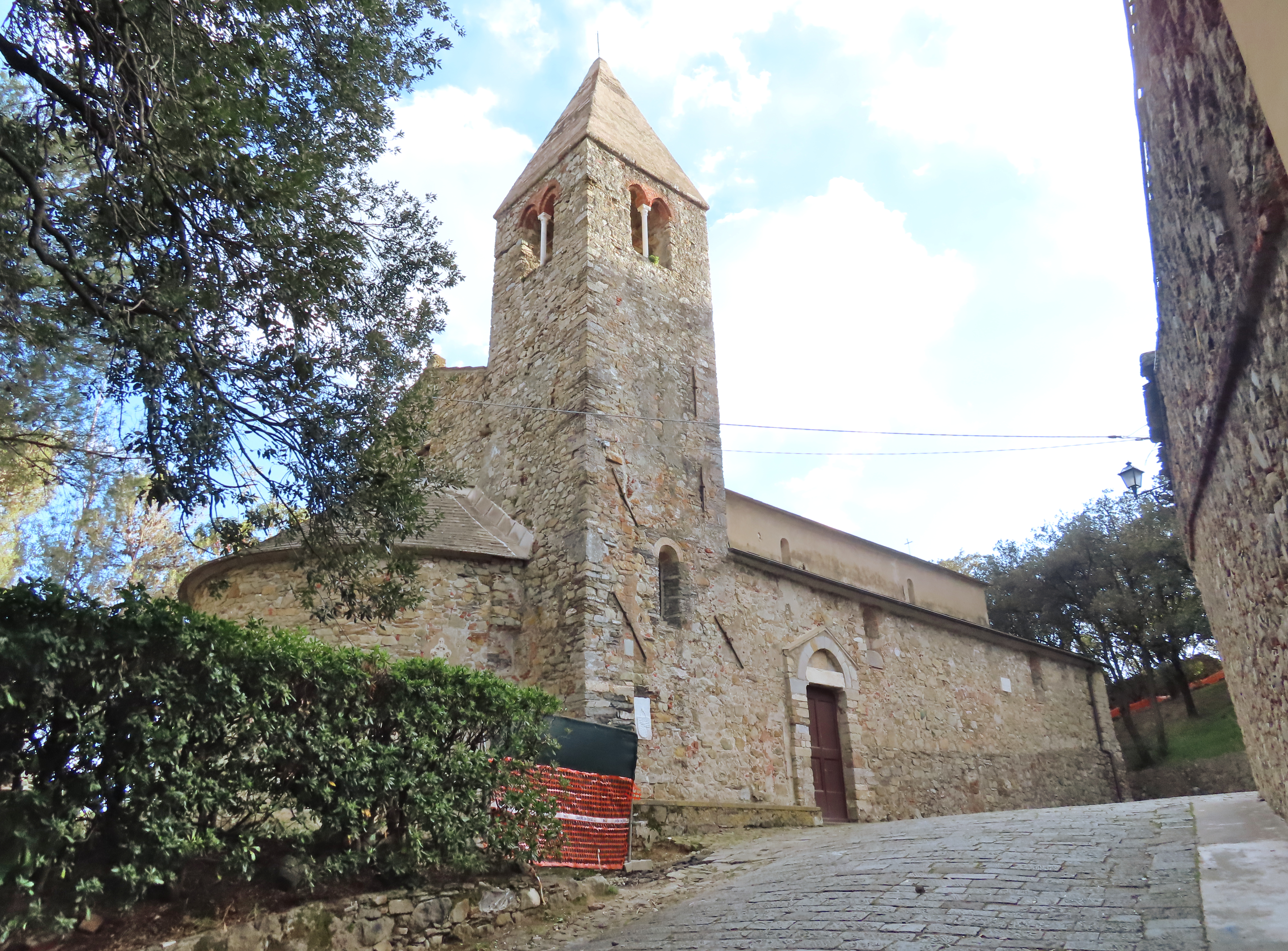
Abside e lato nord

Nel corso dei secoli la struttura, specie gli interni, subì diversi interventi e cambiamenti artistici; in epoca barocca la chiesa fu riadattata al contemporaneo stile sistemando la parte del presbiterio e inglobando le colonne in sette murari. Altri interventi restaurativi nel 1912 e ancora nel 1928 riportarono l'antica chiesa alle sembianze originali eliminando le sovrastrutture dell'architettura barocca.
Le forme medievali non sono tutte romaniche, le finestre della cella campanaria ed il portale hanno archi a sesto acuto gotici.
La pianta della chiesa si presenta quindi di tipo basilicale e a tre navate con una divisione delle due navate minori con colonne in pietra e capitelli sferici-cubici dove si impostano archi acuti. Il campanile è situato nella parte sinistra dell'abside e presenta una cella campanaria a bifora terminante con cuspide quadrangolare.
L'edificio fu nel suo complesso restaurato e consolidato nel 1951 dalla Soprintendenza ai Monumenti della Liguria.